# Кокойти Едуард Джабеєвич
Едуа́рд Джабе́євич Коко́йти (осет. Кокойты Джабейы фырт Эдуард; *31 жовтня 1964, Цхінвалі) — колишній президент невизнаної держави Південна Осетія, проросійський політик, прагне об'єднання з Північною Осетією та розширення стосунків з Російською Федерацією. Декілька разів звертався до Росії з проханням прийняти Південну Осетію в склад Федерації[джерело?] разом з Північною Осетією. У серпні 2008 р. Грузія звинуватила Едуарда Кокойти  у злочинах під час російсько-грузинської війни 2008 року і порушила кримінальну справу проти нього та президента самопроголошеної Республіки Абхазія Сергія Багапша.

## Біографія
Народився 31 жовтня 1964 року в м. Цхінвалі. Після закінчення середньої школи працював електромонтером у місцевому відділенні зв'язку. У 1980 р. став чемпіоном Грузинської РСР з вільної боротьби; майстер спорту. У 1983—1985 рр. проходив строкову службу у ЗС СРСР. Поступив в Південно-Осетинський педагогічний інститут, який закінчив в 1988 році за фахом «Викладач фізичної культури». У інституті був вибраний секретарем комітету Комсомолу, після чого працював в комсомольських структурах.
Під час подій грузино-осетинського протистояння (1990—1991 рр.) створив і очолив бойовий загін Осетії, брав участь у першому грузинсько-осетинському конфлікті 1989-1990 рр. З 1990 по 1993 рр. — обирався до парламенту невизнаної Південно-Осетинської Республіки. У лютому 1997 року указом першого президента самопроголошеної республіки був призначений торговим представником Республіки в Російській Федерації. Працював помічником депутата Держдуми Російської Федерації від Північної Осетії А. Чехоєва.
У результаті президентських виборів в листопаді-грудні 2001 року став президентом Південної Осетії, перемігши в другому турі (53 % голосів). У травні 2002 відіслав делегацію до Москви з проханням визнати незалежність Південної Осетії та прийняти її в склад Російської Федерації. 12 грудня 2005 виступив із власною ініціативою по урегулюванню конфлікту, пропонував створити офшорну зону, яка б об'єднувала райони Грузії та РФ.
Після загадкового вбивства лідера опозиції Тедеєва у Владикавказі у жовтні 2006 р. 12 листопада того ж року був знову обраний «президентом» Південної Осетії (96 % голосів). Разом з виборами проходив референдум про проголошення незалежності республіки. Хоча резолюція за вихід зі складу Грузії отримала переважну більшість голосів, результати референдуму були визнані недійсними світовою спільнотою.
Одружений, має трьох синів. Також має російське громадянство, прописку і квартиру у Москві. Близько десяти років прожив у Москві «підприємцем», працюючі, зокрема, охоронцем місцевого казино.